# Клятва меча
Клятва меча (фин. Miekantuppipäiväkäsky) — русское название двух заявлений финского военного и государственного деятеля Густава Маннергейма, в которых, среди прочего, заявлялись претензии на территорию Восточной Карелии. В заявлении 1918 года, сделанном после начала гражданской войны в Финляндии, Маннергейм дал обещание не прекращать борьбы, пока последний сторонник Ленина не будет изгнан из Финляндии и Беломорской Карелии. В заявлении 1941 года обозначались намерения по отторжению у СССР территорий, потерянных Финляндией в 1940 году после Зимней войны, и Восточной Карелии, которая на тот момент входила в состав Карело-Финской Советской Социалистической Республики.

## 1918 год
В декабре 1917 года генерал-лейтенант Русской императорской армии Густав Маннергейм вернулся в Финляндию, объявившую о независимости в начале декабря. Финляндия пребывала в состоянии революционного брожения и острого антагонизма между Сенатом и правительством (во главе с П. Э. Свинхувудом), с одной стороны, и социал-демократами, опиравшимися на Красную гвардию и находившиеся в Финляндии русские воинские части с их солдатскими советами, с другой. Хотя 31 декабря 1917 года В.И. Ленин официально признал независимость Финляндии, русские войска из неё не выводились, а социал-демократы готовили захват власти. Маннергейм вошёл в состав Военного комитета, пытавшегося организовать военную поддержку правительства, но скоро вышел из него, осознав его недееспособность. 12 января 1918 года парламент уполномочил Сенат принять жёсткие меры по наведению порядка, а 16 января Свинхувуд назначил Маннергейма главнокомандующим фактически не существующей армии. Маннергейм немедленно оставил юг Финляндии с его социал-демократическими рабочими и русскими войсками и выехал на север, в город Вааса, где намеревался организовать основу своих сил. Там он с помощью шюцкора начал готовить контрреволюционное восстание, которое должно было сопровождаться разоружением русских частей и Красной гвардии. В ночь на 28 января 1918 года силы Маннергейма, в основном шюцкор (силы самообороны), разоружили русские гарнизоны в Ваасе и ряде других северных городов. В тот же день в Хельсинки социал-демократы подняли восстание по захвату власти, опираясь на Красную гвардию и поддержку русских солдат. Началась гражданская война.
Приказ Маннергейма, произнесённый 23 февраля 1918 года на станции Антреа, известен как первая Клятва меча:

Когда я прибыл на карельский фронт, я приветствовал храбрых карел, которые так мужественно сражаются с разбойниками Ленина и их жалкими пособниками, против людей, которые со знаком Каина на лбу нападают на своих братьев. Правительство Ленина, которое одной рукой обещало Финляндии независимость, другой рукой отправило своих солдат и хулиганов завоевать, так как он сам и заявил, Финляндию обратно и раздавить с помощью своих красногвардейцев молодую свободу Финляндии в крови. Также предательски и подло он пытается и сейчас, когда чувствует, что наши силы растут, купить наш народ и торгуется ради этого с повстанцами Финляндии, обещая им Беломорскую Карелию, которую его Красная армия разоряет и грабит. Мы знаем цену его обещаниям и достаточно крепки, чтобы удержать свою свободу и поддержать и защитить наших братьев в Беломорской Карелии. Нам не нужна в качестве подарка-милости та земля, которая уже по кровным узам принадлежит нам, и я клянусь от имени той финской крестьянской армии, чьим главнокомандующим я имею честь быть, что не вложу свой меч в ножны, прежде чем законный порядок не воцарится в стране, прежде чем все укрепления не окажутся в наших руках, прежде чем последний вояка и хулиган Ленина не будет изгнан как из Финляндии, так и из Беломорской Карелии. Веря в правоту нашего благородного дела, полагаясь на храбрость наших людей и самопожертвование наших женщин, мы создадим сильную, великую Финляндию.

## 1941 год

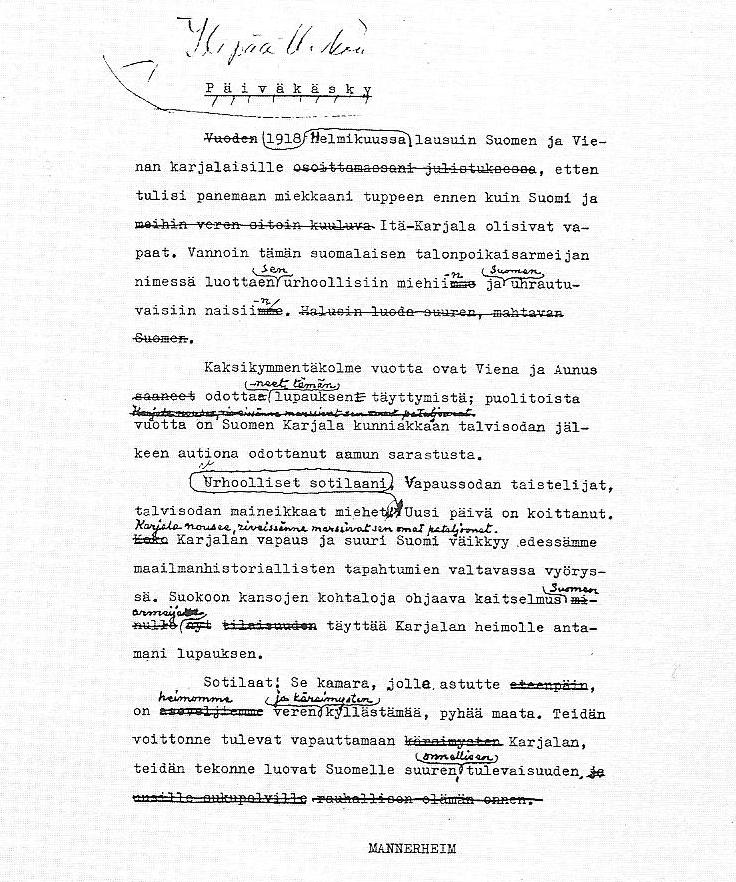
Черновик приказа № 3

10 июля 1941 года после перехода Финляндии в наступление против СССР в союзе с Германией Маннергейм в своём приказе № 3 сказал:

В ходе освободительной войны 1918 года я сказал карелам Финляндии и Беломорской Карелии, что не вложу меч в ножны до тех пор, пока Финляндия и Восточная Карелия не станут свободными. Я поклялся в этом именем финской крестьянской армии, доверяя тем самым храбрости наших мужчин и жертвенности наших женщин.
Двадцать три года Беломорская и Олонецкая Карелии ожидали исполнения этого обещания; полтора года Финская Карелия, обезлюдевшая после доблестной Зимней войны, ожидала восхода утренней зари.
Бойцы Освободительной войны, прославленные мужи Зимней войны, мои храбрые солдаты! Настает новый день. Карелия встает своими батальонами в наши марширующие ряды. Свобода Карелии и величие Финляндии сияют перед нами в мощном потоке всемирно-исторических событий. Пусть Провидение, определяющее судьбы народов, поможет финской армии полностью выполнить обещание, которое я дал карельскому племени.
Солдаты! Эта земля, на которую вы ступите, орошена кровью наших соплеменников и пропитана страданием, это святая земля. Ваша победа освободит Карелию, ваши дела создадут для Финляндии большое счастливое будущее.

### Дипломатические осложнения
С самого начала вторжения в СССР Германия использовала территорию Финляндии для постановки мин в Финском заливе и бомбардировки Ленинграда. Однако, официально Финляндия вступила в войну только после советского налёта 25 июня 1941 года, и первоначально пыталась получить поддержку не только Германии, но и некоторых стран антигитлеровской коалиции.
Финны особенно рассчитывали на поддержку Великобритании и США, которые поддерживали Финляндию в Советско-финской войне (1939—1940) и поддерживали возвращение Финляндии территорий, утерянных по Московскому договору 1940 года. Президент Финляндии Рюти сравнивал положение Финляндии в 1941 году с положением Америки в войне с Англией в 1812 году: американцы сражались против англичан в Америке, но при этом они не были союзниками Наполеона.
Приказ Маннергейма, в котором упоминались претензии на территории далеко за пределами утраченных в Советско-финской войне, создал дипломатические осложнения. Первоначальные поздравления финнов от государственного секретаря США Корделла Халла с успешным продвижением к старым границам, вскоре, когда реальность финских захватнических планов стала очевидной, сменились предупреждениями. Угроза перерезания финнами железной дороги на Мурманск стала слишком опасной для Великобритании и США. Когда 4 сентября Маннергейм повторил, что борьба будет вестись за освобождение «Восточной Карелии» (которая никогда не входила в состав Финляндии), его позиция получила вялую поддержку в финском правительстве. В. Таннер уже 15 сентября указал, что это личное мнение маршала и война ведётся за «безопасные» границы, хотя, подобно другим представителям правительства Финляндии, отказался указать, где эти границы должны были проходить. 8 сентября Халл повторил свои поздравления, но отметил, что США рассматривают глобальную проблему и опасаются, что Финляндия будет вынуждена сражаться на стороне Германии до конца (комментаторы уже в 1941 году отмечали, что захват Восточной Карелии возможен лишь при полном разгроме СССР). Великобритания среагировала 27 сентября, отметив, что готова возобновить дипломатически отношения с Финляндией лишь при условии отступления финнов к границам 1939 года. 3 ноября Халл поставил вопрос ребром: либо Финляндия ограничивается возвратом утраченных территорий (Халл отметил, что СССР был готов обсудить мир на основе территориальных уступок), либо финны продвигаются дальше, поставив себя на сторону Гитлера в большой войне. 22 ноября Финляндия отвергла американские предложения о перемирии и через три дня после этого вступила в антикоминтерновский пакт.
Черчилль осенью 1941 года отмечал: «союзники не могут позволить финнам, действующим как сателлит Германии, перерезать основную линию связи с Западом». 29 ноября 1941 года Черчилль предложил Маннергейму выйти из войны; последний ответил твёрдым отказом. 6 декабря 1941 года Великобритания объявила Финляндии войну.